# Оупън Еър Фийлд
„Оупън Еър Фийлд“ (Open Air Field) е фестивал за електронна музика в Люксембург. Първото издание е през 2007 година под името „Фелдпарти“ (Feldparty).
На фестивала се представят различни стилове на електронната музика: хаус, хаус прогресив, електро и електро хаус. Всяка година програмата на фестивала включва много диджеи – като Pikay, Jihay, Theodor. Броят на посетителите нараства.
През 2014 г. е сменена концепцията на фестивала и той е преименуван на „Оупън Еър Фийлд“. Всяка година се сменя фестивалният слоган – през 2015 г. той е „Електронната музика среща природата“ (Electronic music meets nature).
Провежда се през юли на открито край гора до градчето Линтген, кантон Мерш (в центъра на страната). Има паркинг, осигуряват се чести превози до близките села за настаняване.